# Hradiště (powiat Pilzno Południe)
Hradiště – gmina w Czechach, w powiecie Pilzno Południe, w kraju pilzneńskim. Według danych z dnia 1 stycznia 2013 liczyła 215 mieszkańców.